# Cingia de' Botti
Cingia de' Botti là một đô thị ở tỉnh Cremona, vùng Lombardia của Italia, có vị trí cách khoảng 100 km về phía đông nam của Milan và khoảng 20 km về phía đông nam của Cremona. Tại thời điểm ngày 31 tháng 12 năm 2004, đô thị này có dân số 1.210 người và diện tích là 14,4 km².
Cingia de' Botti giáp các đô thị: Ca' d'Andrea, Cella Dati, Derovere, Motta Baluffi, San Martino del Lago, Scandolara Ravara.